# Reinhard Haupenthal
Reinhard Haupenthal (* 17. Februar 1945 in Kronach, Deutschland; † 29. September 2016 in Vaison-la-Romaine, Frankreich) war ein deutscher Esperantologe und Volapükist. 

## Leben
Im Juli 1945 zog die Familie Haupenthal nach Sulzbach, wo Reinhard Haupenthal von 1951 bis 1964 zur Schule ging. 1964 legte er das Abitur ab und erhielt er den Scheffelpreis. Er studierte Sprachen, Theologie, Pädagogik und Philosophie an der Universität des Saarlandes in Saarbrücken und unterrichtet anschließend Deutsch und Katholische Religionslehre in Neunkirchen, Homburg und Saarbrücken.
Seit den 1960er Jahren benutzte er das Pseudonym Artur E. Iltis. Diesen Namen benutzte er auch für den von ihm gegründeten Verlag Edition Iltis. Von 1973 bis 1974 war er Redakteur der Internacia Pedagogia Revuo, von 1973 bis 1988 Dialogo und von 1985 bis 1987 Volapükabled. Haupenthal erforschte und dokumentierte die Geschichte der Plansprache Volapük und die Biographie ihres Schöpfers Johann Martin Schleyer.
Bis zu seiner Pensionierung Ende der 1990er Jahre lebte Haupenthal im saarländischen Scheidt, danach im südfranzösischen Malaucène. Haupenthal war verheiratet und hatte eine Tochter. 
Seine Bibliothek mit einer umfangreichen Sammlung zu verschiedenen Plansprachen überließ er der Bayerischen Staatsbibliothek.

## Veröffentlichungen
- 1976. (Red.) Plansprachen. Beiträge zur Interlinguistik. Wege der Forschung 325. Darmstadt: Wissenschaftliche Buchgesellschaft.
- 1977. Katalog der Plansprachenliteratur der Universitätsbibliothek Saarbrücken. Katalogo de la planlingva literaturo de la universitata biblioteko Saarbrücken. Saarbrücken: Saarländischer Esperanto-Bund.
- 1982. Johann Martin Schleyer (1831–1912). Autor der Plansprache Volapük. Festvortrag anlässlich seines 150. Geburtstages gehalten im Martin-Schleyer-Gymnasium Lauda-Königshofen am 17. Oktober 1981. Saarbrücken: Iltis.
- 1982. Volapük die Weltsprache: Entwurf einer Universalsprache für alle Gebildete der ganzen Erde. Hildesheim, Zürich, New York: Georg Olms Verlag.
- 1984. Der erste Volapük-Kongreß. Friedrichshafen, August 1884. La unua Volapük-kongreso. Friedrichshafen, Aŭgusto 1884. Dokumente und Kommentare. Dokumentoj kaj Komentoj. Saarbrücken: Iltis.
- 1985. Kion Kerckhoffs skribis al Schleyer. Dialogo 13.1(45), S. 19–20.
- 1989. Das erste Jahrzehnt der Weltsprache Volapük. (Überlingen, 1989).